# Tự động hóa tài liệu
Tự động hóa tài liệu (còn được gọi là lắp ráp tài liệu) là thiết kế các hệ thống và quy trình công việc hỗ trợ tạo ra các tài liệu điện tử.  Chúng bao gồm các hệ thống dựa trên logic sử dụng các phân đoạn của văn bản và/hoặc dữ liệu có sẵn để lắp ráp một tài liệu mới.  Quá trình này ngày càng được sử dụng trong các ngành công nghiệp nhất định để lắp ráp các tài liệu, hợp đồng và thư pháp lý.  Hệ thống tự động hóa tài liệu cũng có thể được sử dụng để tự động hóa tất cả văn bản có điều kiện, văn bản biến và dữ liệu có trong một bộ tài liệu.
Hệ thống tự động hóa cho phép các công ty giảm thiểu nhập dữ liệu, giảm thời gian đọc bằng chứng và giảm rủi ro liên quan đến lỗi của con người.  Các lợi ích khác bao gồm: tiết kiệm thời gian và tài chính do giảm xử lý giấy, tải tài liệu, lưu trữ, phân phối, bưu chính / vận chuyển, fax, điện thoại, lao động và chất thải.

## Lắp ráp tài liệu
Các chức năng cơ bản là thay thế việc điền thủ công các tài liệu lặp đi lặp lại bằng các hệ thống dựa trên mẫu nơi người dùng trả lời các câu hỏi phỏng vấn dựa trên phần mềm hoặc màn hình nhập dữ liệu.  Thông tin được thu thập sau đó điền vào tài liệu để tạo thành một bản thảo đầu tiên tốt '.  Các hệ thống tự động hóa tài liệu tiên tiến hơn ngày nay cho phép người dùng tạo dữ liệu và quy tắc (logic) của riêng họ mà không cần lập trình.
Trong khi phần mềm tự động hóa tài liệu được sử dụng chủ yếu trong các quy phạm pháp luật, dịch vụ tài chính và quản lý rủi ro các ngành công nghiệp, nó có thể được sử dụng trong bất kỳ ngành công nghiệp tạo ra các văn bản giao dịch dựa trên.  Một ví dụ điển hình về cách phần mềm tự động hóa tài liệu có thể được sử dụng là với các tài liệu thế chấp thương mại.  Một giao dịch thế chấp thương mại điển hình có thể bao gồm một số tài liệu bao gồm:
- giấy cam kết
- bồi thường môi trường
- chứng thư
- thế chấp
- bảo lãnh

Một số tài liệu này có thể chứa tới 80 đến 100 trang, với hàng trăm đoạn văn bản và các yếu tố dữ liệu tùy chọn.  Phần mềm tự động hóa tài liệu có khả năng tự động điền vào các biến tài liệu chính xác dựa trên dữ liệu giao dịch.  Ngoài ra, một số phần mềm tự động hóa tài liệu có khả năng tạo bộ tài liệu trong đó tất cả các tài liệu liên quan được gói gọn trong một tệp, giúp cập nhật và cộng tác dễ dàng và nhanh chóng.  Các công ty được thành lập trong lĩnh vực này bao gồm những người như Contract Express từ Thomson Reuters
Các ứng dụng phần mềm đơn giản dễ học hơn cũng có thể được sử dụng để tự động hóa việc chuẩn bị tài liệu, không có sự phức tạp quá mức.  Ví dụ, Pathagoras tự coi mình là một "văn bản đơn giản, không có trường nào được phép" hệ thống lắp ráp tài liệu.  Trình quản lý bảng tạm cho phép người dùng lưu các đoạn văn bản được sử dụng thường xuyên, sắp xếp chúng thành các nhóm logic và sau đó nhanh chóng truy cập chúng để dán vào tài liệu cuối cùng.

## Trong quản lý chuỗi cung ứng
Có nhiều tài liệu được sử dụng trong hậu cần.  Chúng được gọi là: hóa đơn, danh sách đóng gói / phiếu / tờ (bảng kê khai), danh sách nội dung, chọn vé, biểu mẫu / báo cáo xác nhận đến của nhiều loại (ví dụ:  MSDS, hàng hóa bị hư hỏng, hàng trả lại, chi tiết / tóm tắt, v.v.), nhập / xuất, giao hàng, vận đơn (BOL), v.v.  Các tài liệu này thường là hợp đồng giữa người nhận hàng và người gửi hàng, vì vậy chúng rất quan trọng đối với cả hai bên và bất kỳ trung gian nào, như một công ty hậu cần bên thứ ba (3PL) và chính phủ.  Xử lý tài liệu trong hậu cần, trung tâm phân phối và quản lý chuỗi cung ứng thường được thực hiện lao động thủ công hoặc bán tự động bằng máy quét mã vạch, phần mềm và máy in laser để bàn.  Có một số nhà sản xuất các hệ thống tự động hóa tài liệu tốc độ cao mà sẽ tự động so sánh các tài liệu in laser để trình tự, hoặc chèn hoặc tự động áp dụng một kèm ví / túi cho container vận chuyển (thường là một linh hoạt Polybag hoặc fiberboard sóng / thùng cứng nhắc).  Xem bên dưới để biết các liên kết video trang web bên ngoài hiển thị các hệ thống tự động hóa tài liệu này.  Bảo vệ quyền riêng tư và đánh cắp danh tính là mối quan tâm lớn, đặc biệt với sự gia tăng của kênh Thương mại điện tử, Internet / Mua sắm và Mua sắm trực tuyến (khác, các tài liệu tham khảo trước đây là danh mục và mua sắm qua thư) kết hôn hoặc liên kết với đúng thứ tự hoặc giao hàng mỗi lần.  Phần mềm sản xuất tài liệu là: ERP, WMS, TMS, phần mềm trung gian kế thừa và hầu hết các gói kế toán. 

Một số dự án nghiên cứu đã xem xét tiêu chuẩn hóa rộng hơn và tự động hóa các tài liệu trong ngành vận tải hàng hóa.

## Trong dịch vụ pháp lý
Vai trò của công nghệ tự động hóa trong sản xuất các văn bản pháp lý đã được công nhận rộng rãi.  Ví dụ, cuốn sách "Sự kết thúc của luật sư" của Richard Susskind xem xét việc sử dụng phần mềm tự động hóa tài liệu cho phép khách hàng tạo hợp đồng lao động và Di chúc bằng việc sử dụng một cuộc phỏng vấn trực tuyến hoặc cây quyết định.  Susskind coi Hội đồng tài liệu là một trong 10 " công nghệ đột phá " đang làm thay đổi bộ mặt của nghề luật.  Trong các công ty luật lớn, các hệ thống lắp ráp tài liệu đang ngày càng được sử dụng để hệ thống hóa công việc, chẳng hạn như các bảng điều khoản phức tạp và bản thảo đầu tiên của các thỏa thuận tín dụng.
Với việc tự do hóa thị trường dịch vụ pháp lý của Vương quốc Anh dẫn đầu bởi Đạo luật Dịch vụ Pháp lý 2007, các tổ chức lớn đã mở rộng dịch vụ của họ để bao gồm hỗ trợ pháp lý cho khách hàng của họ.  Hầu hết các công ty này sử dụng một số yếu tố của công nghệ tự động hóa tài liệu để cung cấp dịch vụ tài liệu pháp lý trên Web.  Điều này đã được coi là đưa ra một xu hướng đối với hàng hóa, theo đó các công nghệ như tự động hóa tài liệu dẫn đến khối lượng lớn, dịch vụ pháp lý có biên độ thấp được 'đóng gói' và cung cấp cho khán giả thị trường đại chúng.
Tại Hoa Kỳ, các công ty như LegalZoom và RocketLawyer cung cấp sản xuất tài liệu tự động cho các cá nhân và doanh nghiệp nhỏ..
Các công ty như Contract Express của Thomson Reuters, HotDocs (được AbacusNext mua lại)  và HelpSelf Legal  cũng cung cấp dịch vụ tự động hóa tài liệu cho phép luật sư tùy chỉnh quy trình phỏng vấn của riêng họ để hợp nhất thành hợp pháp các tài liệu.  Những trang này và các trang khác đang kết hợp trí tuệ nhân tạo vào phần mềm tự động hóa tài liệu của họ.

## Trong bảo hiểm
Chính sách bảo hiểm và chứng chỉ, tùy thuộc vào loại, tài liệu chính sách cũng có thể dài hàng trăm trang và bao gồm thông tin cụ thể về người được bảo hiểm.  Thông thường, trước đây, các gói tài liệu bảo hiểm này được tạo bằng cách a) gõ các chữ cái dạng tự do, b) thêm các tài liệu quảng cáo được in sẵn c) các mẫu chỉnh sửa và d) tùy chỉnh đồ họa với thông tin bắt buộc tài liệu thành một gói và gửi chúng cho người được bảo hiểm.  Các tài liệu khác nhau có trong một gói có thể bao gồm các loại tài liệu sau:
- Thư chào mừng
- Hợp đồng
- Chứng chỉ
- Tài liệu chính sách nhà nước cụ thể
- Danh sách các mặt hàng được bảo hiểm và số tiền bảo hiểm
- Sửa đổi
- Kỵ sĩ
- Chứng minh nhân dân
- Thông tin công ty
- Tài liệu tiếp thị (sản phẩm khác)

Rất nhiều công việc có thể đi vào đặt một gói với nhau.  Trong hầu hết các hệ thống quản trị chính sách, hệ thống sẽ tạo một số loại tuyên bố chính sách làm điểm bắt đầu nhưng có thể cần được tùy chỉnh và nâng cao với các tài liệu cần thiết khác.